# Károlyi György (diplomata)
Nagykárolyi gróf Károlyi György (Budapest, 1946. november 2. –) gazdasági igazgató, majd diplomata. A nagykárolyi Károlyi grófi család tagja. Nagyapja Károlyi József, apja Károlyi István (1919–2009); anyja Pólya Katalin, Pólya Tibor festő lánya.
Kicsi korában Nyugatra került szüleivel. Franciaországban élte élete első felét. Közgazdasági, állam- és jogtudományi tanulmányokat végzett, adminisztrációs, tanácsadói és vezetői állásokban dolgozott a privát szférában. A rendszerváltozás után visszatért Magyarországra, belefogott az egykor családja tulajdonában levő fehérvárcsurgói kastély megmentésébe: európai elhivatottságú kulturális központot létesített benne. A kastély újjáépítése 2011-ben befejeződött. 2015-ben kinevezték Magyarország franciaországi nagykövetévé.

## Élete

### Külföldi évei
Szülei egyetlen gyermekeként született. 1947-ben a család elhagyta Magyarországot Franciaország felé, ahol édesapjának nagybátyja, a volt miniszterelnök Károlyi Mihály, akkoriban párizsi követ, segítette első lépéseiket. Apja Marokkóban talált munkát; György Franciaországban maradt édesanyjával és apai nagyanyjával, özvegy Károlyi Józsefnével. Szülei 1953-ban elváltak; édesanyja 1954-ben férjhez ment Raymond Assayas forgatókönyvíróhoz (művésznevén Jacques Rémy), akitől még két fia született, Olivier Assayas (később filmrendező) és Michka Assayas (később író, újságíró). György gyerekkorában meghatározó szerepet játszott nagyanyja. Magyartudását és öntudatát tőle kapta, és később keresztanyjától, Piazza-Hunyor Katalintól; nyelvtudásához erősen hozzásegített a velük kimenekült és mindvégig velük maradt Tóth Margit házvezető-nevelőnő.
Közigazgatástanból végzett a párizsi Institut d'Études Politiques-ben, és 1969-ben államjog-tudományi diplomát szerzett a párizsi jogi fakultáson. 1970–1971-ben katonai szolgálatot teljesített a francia hadseregben.
1971–1974-ben üzletkötőként dolgozott a Concorde repülőgépet gyártó Aerospatiale cégnél. 1974–1978-ban jogi tanácsadó, később a kutatóosztály vezetője volt a Párizsi Kereskedelmi és Ipari Kamaránál. 1978-ban elhelyezkedett a Fiat konszern párizsi kirendeltségén, ahol kommunikációs főmunkatárs, pénzügyi osztályvezető, az elnök-vezérigazgató személyes tanácsadója, majd a cég gazdasági igazgatója volt. 2005-ben korai nyugdíjba ment, hogy több időt tudjon szentelni az akkor már erősen kifejlett fehérvárcsurgói tevékenységének (lásd lejjebb).
1971-ben feleségül vette Angélica Edzardot. Házasságukból négy gyermek született, Géraldine (1975), Sándor (1977), Elisabeth (1979) és Nicolas (1986-2005).
1981-ben belépett a Szuverén Máltai Lovagrend magyar szövetségébe. 1987-tól aktívan részt vett a gyorsan fejlődő magyarországi segélyakciókban: ő indította 1987 áprilisában a rend első nagyobb gyógyszer- és orvosifelszerelés-küldeményét a magyar állammal megkötött új megállapodás keretében.

### A fehérvárcsurgói kastély és a Károlyi József Alapítvány
1984-85-ben látogatott vissza először Magyarországra. Felkereste az erősen lepusztult családi kastélyt Fehérvárcsurgón.
"Ott volt elhanyagoltan, pusztulóban, a romba dőlés szélén álló, bár állami tulajdonban lévő egykori fehérvárcsurgói kastélyunk.  ...Úgy láttam, itt van a beavatkozási terepünk. 1994-ben létrehoztam a Károlyi József Alapítványt, melynek alapszabályi célja Magyarország európai felzárkózásának az elősegítése, valamint a fehérvárcsurgói kastély e cél szolgálatába való helyezése. Ezt az elképzelést elfogadtattuk a magyar illetékes állami szervek által, megszereztük a kastély vagyonkezelési jogát, és elindítottuk tervünk megvalósítását."
Indítótőkének minden saját megtakarítást bevetve, később állami és EU-s források segítségével 2011-re befejeződött a kastély felújítása, elkezdődött rendeltetésszerű hasznosítása „Európai Kulturális Találkozó Központ”-ként. Magyarország hírnevét szolgáló, az európai országok diplomáciai képviseleteivel és kulturális intézeteivel együttműködő kulturális, szakmai és egyéb nemzetközi megmozdulásoknak ad otthont. Rendszeres rendezvényei a tavaszi háromnapos, társadalomtudomány témájú nemzetközi konferenciája, a júniusi „nemzetközi kertésznapok”, az őszi nemzetközi vonósnégyesverseny és az évente kétszer megrendezett gyertyafényes koncertek. Ezeken kívül alkalmi kulturális rendezvények, összejövetelek és kiállítások bővítik a programot.
A kastély értékeihez tartozik két neves könyvtár. Fejtő Ferenc franciaországi magyar író, történész a kezdettől fogva védnöke volt a kezdeményezésnek: több ezer kötetes könyvtárát, folyóirat-gyűjteményét és unikumnak számító, több tízezres sajtókivágás-gyűjteményét az Alapítványra hagyta. Ezek föl lettek dolgozva és katalogizálva. Vajay Szabolcs svájci magyar társadalomtörténész, genealógus, világhírű heraldikai szakértő könyvtárát és teljes kutatási anyagát – mely Vajay Szabolcs elhalálozása után a Magyar Máltai Lovagok Szövetsége tulajdonába került – szintén a kastély őrzi, és folyamatosan feldolgozza. A két könyvtár és irattár kutatók, diákok, tanárok rendelkezésére áll.
Károlyi György így nyilatkozott nagyapjáról, akinek emléke az egész tevékenységet ihlette: „...gondolkodása a nyitottság szellemében mindig a másiknak a megértésére, a megismerésére irányult. Ebben jól felfogott európai gondolkodó volt, és ha tovább élt volna, kereszténydemokrata emberként minden bizonyára nagy támogatója lett volna Adenauerrel, Schumannal és De Gasperival együtt a későbbi európai politikai konstrukciónak. A magyarországi rendszerváltozás alkalmat adott ennek a beállítottságunknak a gyümölcsöztetésének.” 

### Franciaországi nagykövet
Fehérvárcsurgói kulturális tevékenységei során rendszeres kapcsolatot tartott fent egyrészt az európai nagykövetségekkel, kulturális központokkal és sajtóval, másrészt a magyar állam különböző szerveivel. 2014-ben a magyar kormány felkérte, hogy vállalja el a franciaországi nagyköveti tisztséget. Megbízólevelét 2015. január 29-én adta le François Hollande államelnöknek. 2016-ban tárgyalta a diplomáciai kapcsolatok fölvételét a Monacói Hercegséggel: 2016 decemberében átadta megbízólevelét a monacói hercegnek.
Nagyköveti működésének jellemzője a magyar politikai helyzet ismertetése és tévhitek cáfolata volt a francia sajtó és közvélemény előtt. Számos hozzászólásnak és nyílt levélnek szerzője, rendszeresen szerepelt a közmédiában, többször megjelent francia parlamenti testületek előtt. Fontosabb fellépései:
- Fórumhozzászólás a Mediapart-ban, 2015. 05. 28: „Magyarország: optikai illúzió” [6]

- Fórumhozzászólás a Le Figaróban, 2015. 09. 15.: „Migránskrízis: elég a rágalmazásból Magyarország ellen!”[7]

- Három meghallgatása a francia Szenátus előtt, 2015. 10. 15.,[8] 26.10.2016,[9] 5.1.2017[10]

- Fórumhozzászólás a Le Figaróban,12.4.2018: „Illiberális demokrácia: mit akart ezzel mondani Orbán”[11]

- Nyílt levél a Le Monde-nak, 2018. 04. 18.[12]

- Rádióbeszélgetés az RMC csatornán, 2018. 06. 22.[13]